# 5367 Sollenberger
5367 Sollenberger este un asteroid din centura principală de asteroizi.

## Descriere
5367 Sollenberger este un asteroid din centura principală de asteroizi. A fost descoperit pe 13 octombrie 1982 la Stația Anderson Mesa de Edward L. G. Bowell. Asteroidul prezintă o orbită caracterizată de o semiaxă mare de 3,04 ua, o excentricitate de 0,12 și o înclinație de 10,7° în raport cu ecliptica.